# Esperantski rječnik
Ovo je napisano radi uvida u rječnik esperanta i stjecanja dojma o njemu. Birane su riječi koje su najpotrebnije za svakodnevni razgovor. Imamo imenica, glagola i pridjeva. Prijedlozi, brojevi i veznici navedeni su u ranijim odlomcima. Vidi se da je većina korijena latinskog podrijetla, dio je germanskog (engleski i malo njemačkog), a tek poneka riječ je i iz nekog drugog jezika. Ipak, mnogo je tih riječi u određenoj mjeri udomaćeno i u slavenskim jezicima i u drugima. Treba, dakle, izbjegavati predrasudu da je esperanto napravljen kao mješavina "iz svih jezika pomalo". U izgovoru on najviše sliči talijanskome, premda se zbog mnogih slova "S" na kraju glagola može pomisliti i na španjolski. Neupućeni ljudi često prosuđuju esperanto samo po tome kako on njima zvuči, ali to je ipak stvar osobnog ukusa. Osim toga, esperanto ima i drugih osobina, mnogo važnijih i zanimljivijih od ove.
Značajno je da u ovom malom rječniku nema nastavaka za množinu, padeže, a uz glagole nema nikakav podatak kakvi su u kojem vremenu, što smo navikli gledati u iole upotrebljivim rječnicima drugih jezika. Osim toga, ovdje je pridjev "dobar, lijep", a nemamo "loš, ružan" i sl., jer se jedni tvore iz drugih. Uopće, u ovom je rječniku mnogo više riječi neizravno sadržano, nego li ih je stvarno napisano. 

### Glagoli
- ESTI = biti
- HAVI = imati
- IRI = ići
- DIRI = reći
- PAROLI = govoriti
- SCII = znati
- DONI = dati
- BEZONI = trebati
- VOLI = htjeti
- POVI = moći
- RAJTI = smjeti
- LEGI = čitati
- PROVI = probati
- AĈETI = kupiti
- LERNI = učiti
- KONI = poznavati
- SKRIBI = pisati
- KANTI = pjevati
- AMI = voljeti nekog
- ŜATI = voljeti nešto
- MANĜI = jesti
- TRINKI = piti
- NOMIĜI = zvati se
- VIDI = vidjeti
- AŬDI = čuti
- VIVI = živjeti
- LOĜI = stanovati
- SIDI = sjediti
- DORMI = spavati
- VENI = doći
- VIZITI = posjetiti
- DANCI = plesati
- LUDI = igrati se
- KUIRI = kuhati
- KOMPRENI = razumjeti
- FALI = pasti
- PETI = (za)moliti nešto
- DEMANDI = pitati
- RESPONDI = odgovoriti
- ISI = poljubiti

### Pridjevi
- BELA = lijep
- BONA = dobar
- GRANDA = velik
- NOVA = nov
- JUNA = mlad
- RAPIDA = brz
- FORTA = jak
- ALTA = visok
- SAĜA = pametan
- FELIĈA = sretan
- DIKA = debeo
- SANA = zdrav
- FACILA = lak,jednostavan
- PEZA = težak (kg)
- NIGRA = crn
- BLANKA = bijel
- RUĜA = crven
- BLUA = plav
- FLAVA = žut
- BRUNA = smeđ
- VERDA = zelen
- FREŜA = svjež
- LAŬTA = glasan
- SATA = sit
- KARA = drag
- INTERESA = zanimljiv
- VARMA = topao
- SOLA = sam
- MULTEKOSTA = skup

### Imenice
- homo = čovjek
- viro = muškarac
- patro = otac
- frato = brat
- filo = sin
- avo = djed
- onklo = ujak, stric, tetak
- edzo = muž
- knabo = dječak
- urbo = grad
- domo = kuća
- strato = ulica
- aǔto = auto
- pordo = vrata
- fenestro = prozor
- tablo = stol
- kapo = glava
- mano = ruka
- piedo = noga
- korpo = tijelo
- okulo = oko
- orelo = uho
- koro = srce
- ŝranko = ormar
- lito = krevet
- akvo = voda
- lakto = mlijeko
- teo = čaj
- kafo = kava
- supo = juha
- viando = meso
- pano = kruh
- pomo = jabuka
- suko = sok
- vino = vino
- libro = knjiga
- mono = novac
- loko = mjesto
- vilaĝo = selo
- poŝto = pošta
- kafejo = kafić
- papero = papir
- amiko = prijatelj
- hotelo = hotel
- seĝo = stolac
- trajno = vlak
- tramo = tramvaj
- maro = more
- rivero = rijeka
- ponto = most
- monto = planina
- lago = jezero
- suno = sunce
- pluvo = kiša
- arbo = drvo
- kampo = polje
- amo = ljubav
- laboro = rad
- kuko = kolač
- tago = dan
- nokto = noć
- letero = pismo
- vojo = put
- ĉambro = soba
- sinjoro = gospodin
- vojaĝo = putovanje
- horo = sat
- biero = pivo
- tero = zemlja
- gazeto = novine
- muzeo = muzej
- stelo = zvijezda
- ŝipo = brod
- vendejo = trgovina
- hundo = pas
- kato = mačka
- birdo = ptica
- fiŝo = riba
- jaro = godina
- monato = mjesec
- aviadilo = zrakoplov
- hararo = kosa
- floro = cvijet
- vento = vjetar
- lanto = zemlja
- lingvo = jezik
- vorto = riječ
- popolo = narod
- butero = maslac...

### Internacionalni vokabular
Što mislite, što znače u esperantu sljedeće riječi:
Advokato, doktoro, hotelo, akcento, aktiva, anekdoto, amatoro, apetito, aprilo, aŭto, aŭtoro, adreso, armeo, banano, biologio, bombo, biciklo, brigado, centro, cifero, cigaro, dialogo, direktoro, disciplino, ekonomio, evolui, fabriko, ferio, gimnazio, konkurenco, konservi, prezenti, reciti, nova, privata, primitiva, negativa, preciza, poŝto, poŝtisto, kupono, telegramo, banko, prezidanto...  
Ili, na primjer: policisto, majo, decembro, kristalo, televido, radio, gazeto, magazino, profesoro, kapitalismo, komunismo, instrui, gratuli, ekskurso, muzeo, dentisto, stomako, ĵurnalisto, fakultato, universitato, historio, matematiko, numero, funkcio, ŝoforo, kroato, italo, germano, franco, anglo, ruso, greko, hungaro, norvego, kafo, respekti, rolo, persono, promenadi, situacio, teroro, diktaturo, parlamento, partio, soldato, kontroli, industrio, plafono, lampo, intereso, naturo, medicino, momento, kulturo, informi, ekzemplo, kolekti, teatro, kino...
U svom bismo jeziku takve riječi trebali često izbjegavati jer su strane, te ih zamjenjivati domaćima. U esperantu je obrnuto. Ta činjenica znatno olakšava njegovo učenje. Što je više neka riječ raširena u raznim jezicima, tim je više "domaća" i ima bolje izglede da uđe u esperanto. Naravno, uz minimalnu prilagodbu esperantu. Ova se sastoji npr. u davanju nastavka za vrstu riječi i u potrebi da se nova riječ jasno razlikuje od postojećih. Nekada se vrlo duge strane riječi i skrate. Tako npr. imamo civilizacio i paralelno, ali sve više civilizo. Odnosno nemamo kombinacio, nego samo kombino. Umjesto engleskog oblika komputoro, prevladala je jednostavna esperantska složenica komputilo, tj. sufiks "il" koji znači oruđe za radnju glagola komputi... itd.